# Dentro ad ogni brivido
Dentro ad ogni brivido è un brano musicale scritto da Federica Camba e Daniele Coro ed interpretato da Marco Carta, pubblicato in radio il 10 aprile 2009 come secondo singolo estratto dall'album certificato platino La forza mia.
La canzone era stata originariamente scelta per la partecipazione al Festival di Sanremo, ma è stata poi sostituita da La forza mia che ha vinto il Festival. La canzone ha un'impronta sonora stile anni sessanta. Il brano è stato inserito anche nelle compilation MTV Summer Song e Hit Mania Estate 2009.

## Il video
Il video musicale relativo al brano è stato filmato il 18 e 19 aprile 2009 a Barcellona con Gaetano Morbioli. Il 7 maggio 2009 il video è stato presentato in anteprima sul sito ufficiale del cantante. Nel video un investigatore privato segue una ragazza bionda, fotografando ogni sua mossa, evidentemente per immortalare le prove di un adulterio. Intervallate a queste sequenze ne vengono mostrate altre in cui Marco Carta interpreta la canzone. Alla fine del video, l'anziano marito della ragazza bionda, riceve le fotografie inviate dall'investigatore, e rimane sconvolto nello scoprire che le ultime fotografie, autoscattate, mostrano proprio l'investigatore a letto con la moglie.

## Riconoscimenti
La canzone ha gareggiato con tutte le altre canzoni estive del 2009 ad una gara ideata da MTV: Coca Cola Live @ MTV - The Summer Song. Il 26 settembre le canzoni più votate si sono esibite a Roma ed è qui che la canzone vince rivelandosi Hit Summer Song 2009 spodestando altre canzoni in gara.

## Tracce
Download digitale
1. Dentro ad ogni brivido - 3:45

## Classifiche
| Classifica (2009) | Posizione massima |
| ----------------- | ----------------- |
| Italia            | 7                 |